# 朱書
朱書（1654年—1707年），又名世文、兴元，字字绿，一作字紫麓，号杜溪。江苏宿松人。清朝翰林、學者。

## 生平
朱书生於顺治十一年（1654年）十月初一日。早年以选贡入太学。康熙二十七年（1688年）出游，十余年間，足迹遍及两畿、燕秦、燕梁、秦楚、闽豫、江浙诸地，康熙三十九年（1700年），回宿松，整理完成《游历记》。康熙四十一年（1704年），在好友戴名世、方苞的力劝之下參加科举。康熙四十二年，以殿試二甲四十名登進士，授翰林院庶吉士、編修，聲譽一時。召入武英殿，纂修《佩文韻府》和《淵鑑類函》。康熙四十六年（1707年）六月十九日亥时，因積勞成疾，卒於京师，得年五十一。歸葬杜溪。

## 家族
世居宿松。父朱光陛於明末为避兵乱，挈眷徙於潜山等地。

## 著作
著有《杜溪文集》、《杜溪诗集》、《恬斋日记》、《恬斋记闻》、《恬斋漫记》、《恬斋诗文集》、《游历记》、《松鳞堂偶钞》、《寒谭琐录》、《谋野录》、《古南岳考》、《增批注释〈东莱博议〉》、《朱字绿古文钞》等。戴名世《南山集》成书時，曾请朱书等人为其作序。康熙五十年（1711年），爆發南山案，朱書已故物四年，其生前文稿多失傳。